# Арпачин

Памятник воинам погибшим в боях за Родину.

26 июля 2008. Церковь Адриана и Наталии. Год начала постройки 2003

Арпачи́н — хутор в Багаевском районе Ростовской области на левом берегу реки Дон. Основан казаком Иваном Маноцковым в 1757 году.

## География

### Улицы
Баумана, Большая Садовая, Восточная, Дачный пер, Донской пер, Западная, Кооперативная, Короткий пер, Ленина, Малая Садовая, Молодёжный пер, Новая, Подтелкова, Свердлова, Северная, Седова, Советская, Социалистическая, Степная, Тихий пер, Фрунзе пер.

## История
Происхождение названия хутора описано в книге А. А. Кривошеева «Донской улус Золотой Орды. Очерки топонимики Нижнего Дона». Топоним свидетельствует о производящем сельском хозяйстве на Дону в средние века. Арпа (тюрк.) — «ячмень». Ячмень на Кавказе и в Приазовье был основным злаком долгие века.
Сведения о хуторе, основанные на архивных материалах, были опубликованы в «Материалах к истории заселения Черкасского округа» Ивана Сулина (Сборник Области войска Донского статистического комитета. Вып. 8. Новочеркасск, 1908. С. 191—192):
Первым, в 1757 году, здесь поселился казак Иван Маноцков. Через 12 лет, в 1769 году к нему присоединились казак Пётр Должников и полковник Пётр Суворов, а в 1779 году — есаул Меркулов; в 1780 году — казаки Яков и Потап Агеевы, в 1787 году — казаки Андрей и Мирон Васильевы, в 1788 году — казак Николай Агеев и хорунжий Духопельников, в 1789 году — есаул Илья Голубинцев, капитан Яков Желтоножкин, хорунжий Василий Попов, урядники Молчанов и Михаил Решетовский и казаки: Михаил Лубинцов, Семён Светличенков, Степан Духопельников и Матвей Мисин. С того времени он стал быстро населяться, так что в 1819 году в нём было домов: деревянных 79 и кирпичных 9, рыбных заводов 32, кирпичных заводов 5 и ветряных мельниц 4 (Журн. войск. канц. 1820, 17 февраля, утрен. № 11, войсковой архив).
28 февраля 1882 года состоялся сбор жителей хутора. Было принято решение подать прошение Войсковому Наказному атаману, в котором выражалось желание образовать в юрте Старочеркасской станицы отдельную станицу под наименованием «Святополк-Мирская». Прошение было рассмотрено и отклонено.

### Церковь
Деревянная церковь в честь иконы Владимирской Богоматери с приделом во имя преподобного Михаила Малеина была заложена 12 июля 1859 года, освящена 29 октября 1861 года (Дела хоз. № 18 за 1859 год Донской духовной консистории). Устроена на средства прихожан с пособием от войска, пожертвовавшего 2000 рублей. В 1889 была ремонтирована, причём верхняя часть колокольни срублена снова, а церковь ошелевана, в ней настелены новые полы.
С 2003 года в хуторе ведётся постройка новой церкви Адриана и Наталии (архитектор Бегалова Светлана Игоревна).

## Экономика

Винодельческий регион Долина Дона с винодельнями

Территория хутора и его муниципальный район носят статус защищенного названия местного происхождения, как винодельческий регион с особой спецификой и своими автохтонными сортами винограда и входят в более крупный винодельческий регион Долина Дона. На сегодняшний день в Арпачине действует одна винодельня — Студия вина «Галина», выпускающая моносепажное вино из сортов винограда кумшацкий белый, пухляковский, сибирьковый и др. под брендом «Вина Арпачина».
В непосредственной близости от хутора ведётся строительство Багаевского гидроузла.

## Население
| 1989 | 2002  | 2010  |
| ---- | ----- | ----- |
| 1441 | ↗1527 | ↘1469 |

## Культура

### Арпачин в картинах
- Горбунов Александр Александрович — член Союза художников России и Международной ассоциации изобразительных искусств — АИАП ЮНЕСКО
- Неделько Александр Иванович — врач высшей категории, кандидат медицинских наук

### Арпачин в литературе
Борис Екимов, член Союза писателей России, повесть «Пастушья звезда» (включена в президентскую библиотеку — серию книг выдающихся произведений российских авторов), 1989 год :

- Варишь по-нашенски. Сама-то откель будешь? - спросил Тимофей. 

- С Арпачина,- назвала Зинаида старинный большой хутор. 

Там теперь размещалась центральная усадьба колхоза. 

- С Арпачина? У нас там много родни. Ты чья будешь-то? 

- Лифанова по мужу.

Геннадий Колесов, повесть «Белый снег. Семейное предание», 2002 год :

Затихал, обессилев, изувеченный грубым чужеродным вмешательством Дон.
Секретно Дон ЧК тов. Бурову 

декабря месяца 29 дня 1920 года
Донесение части особого назначения 142к
В работе по наведению революционного порядка и уничтожению 

гидры контрреволюции доношу о следующем:
...
По ходу движения в бывшей станице Мечетинская, во исполнение 

директивы Оргбюро ЦК от 24 января 1919 года об организации власти 

на Дону, оказал содействие местным органам власти в ликвидации 

семи зажиточных семей казаков и ссылке двенадцати семей. 

Также в б.станице Нижнеманычской, хуторах Арпачин, Белянин 

по списку товарищей из совета дана команда на уничтожение восьми 

казачьих семей из числа богатеев, выявлено и описано к высылке 

четырнадцать семей.
...
К сему: командир ЧОН 142к 

Моисей Тракман 

Нарочным. Б. станица Семикаракорская

## Известные люди
- Власов, Сергей Николаевич (1909—1942) — лётчик-истребитель, совершивший воздушный таран в годы Великой Отечественной войны.
- Скрылёв, Виктор Васильевич — Герой Советского Союза, награждён орденом Ленина, медалями. Родился в Арпачине в 1922 году. Именем Героя названа арпачинская школа.
- Зерщиков, Корней Петрович — полный кавалер Ордена Славы, награждён орденом Красного Знамени, Отечественной войны 1 степени, медалями. Родился в Арпачине в 1924 году. Участвовал в Параде Победы в Москве на Красной площади в 1985 и 1990.
- Молчанов, Александр Данилович — полный кавалер Ордена Славы. Родился в Арпачине в 1925 году.
- Яновский, Андрей Нилович — участник Великой Отечественной войны . Родился в Арпачине в 1926 году.
- Молчанов, Василий Алексеевич — награждён орденом Славы, орденом Красной Звезды, медалью За победу над Германией.

### Книги Памяти Великой Отечественной войны
Студенты Петрозаводского (Карело-Финского) государственного университета, погибшие в годы Великой Отечественной войны и похоронены в Арпачине:
- Полукеев Василий Иванович — студент V курса ФМФ, математик. Рядовой, пулемётчик 1273-го стрелкового полка 387-й стрелковой дивизии. Погиб 2 февраля 1943 года на Сталинградском фронте.
- Скворцов Константин Петрович — студент V курса ИФФ, филолог. Сержант, пулемётчик 1273-го стрелкового полка 387-й стрелковой дивизии. Погиб 2 февраля 1943 года.

- Козеев Яков Иванович, род. 1908, рядовой. Пропал без вести 18 января 1943 в хуторе Арпачин. Книга Памяти города Рассказово[8]
- Егурков Михаил Егорович, род. 1910, Курская область. Старшина, призван в 1941 году. 18 января 1943 года пропал без вести. Место выбытия: хутор Арпачин. Книга памяти Ногинского района.[9]
- Ражев Павел Иванович, род. 1912, деревня Починок. Призван в 1941 году. Лейтенант, погиб в январе 1943. Похоронен: хутор Арпачин. Книга Памяти Бологовский район.[10]
- Шалаев Николай Матвеевич, род. 1913, село Толчёное, Дмитровский район, Курская область, русский. Призван в 1941 году. Рядовой, погиб в бою 31 января 1943 года. Похоронен в хуторе Арпачин. Книга Памяти Луганской области.
- Грешной Сергей Васильевич, род. 1915, Ворошиловградская область, Покровский район. Призван Троицкий РВК, Украинская ССР, Ворошиловградская область, Троицкий район. Красноармеец 387-й стрелковой дивизии. Погиб в бою 22.01.1943 в хуторе. Арпачин. ЦАМО.
- Дорохин Василий Петрович, род. 1911, с. Перхушково, Звенигородского района, Московской обл., гв. мл. сержант 4 гв. омехбр 2 гв. мехк, призван в ноябре 1941 г. Звенигородским РВК, Московской обл. Пропал без вести в январе 1943 на х. Арпачин, Ростовской обл.
- Тухин Владимир Кузьмич, род. 1914, г. Фрунзе, Киргизская АССР, красноармеец, 5-я гвардейская мото-механизированная бригада, призван Фрунзенским РВК, Киргизской ССР, Ошская область, Фрунзенский район. Погиб в бою 24.01.1943 на х. Арпачин, Багаевский район, Ростовская область (из донесения № 17998 о безвозвратных потерях от 12.05.1943 — ЦАМО, 58, 18001, 1071)

Источник: КНИГА ПАМЯТИ Московской области (название хутора написано с ошибкой), ОБД «Мемориал».

## Достопримечательности
Территория Ростовской области была заселена ещё в эпоху неолита. Люди, живущие на древних стоянках и поселениях у рек, занимались в основном собирательством и рыболовством. Степь для скотоводов всех времён была бескрайним пастбищем для домашнего рогатого скота. От тех времён осталось множество курганов с захоронениями жителей этих мест. Курганы и курганные группы находятся на государственной охране.
Поблизости от территории хутора Арпачин Багаевского района расположено несколько достопримечательностей – памятников археологии. Они охраняются в соответствии с Федеральным законом от 25.06.2002 № 73-ФЗ "Об объектах культурного наследия (памятниках истории и культуры) народов Российской Федерации", Областным законом от 22.10.2004 № 178-ЗС "Об объектах культурного наследия (памятниках истории и культуры) в Ростовской области", Постановлением Главы администрации РО от 21.02.97 № 51 о принятии на государственную охрану памятников истории и культуры Ростовской области и мерах по их охране и др.
- Группа из шести курганов Арпачинский-I, находится на расстоянии около 200 метров западнее хутора Арпачина;
- Группа курганов Арпачинский-II, находится на расстоянии около 2250 метров западнее хутора Арпачина;
- Группа из двух курганов Арпачинский-III, находится на расстоянии около 1750 метров западнее хутора Арпачина[12].

В 1975 году раскопан восьмой курган 62-го Арпачинского могильника. Найдены: грушевидной формы сосуд с лощёной поверхностью, плоским дном, узким коротким горлом и слегка отогнутым венчиком? бронзовый котёл и другие предметы. Сохранились кости лошади и барана. В этом кургане, относящемся к эпохе бронзы, были найдены кости животных, трёхлопастная железная стрела и фрагменты
синопской амфоры.